# 福祉見聞録
福祉見聞録（ふくしけんぶんろく）は、株式会社東経システムから発売されている福祉施設向けの業務支援ソフトである。

## 概要
福祉の現場で見たこと、聞いたことをソフトに反映していったことから『福祉見聞録』を名づけられた。
「福祉見聞録」シリーズの中核となる『生活支援システム』はPDCAサイクルの考えに基づいた利用者の生活向上への支援、情報共有やコミュニケーションの効率化を図り、職員の業務意識を高めるための業務支援ソフトとされている。
- 製品コンセプト
福祉見聞録はハートワークの実現を目指します。
『システム力』『グループ力』『マネジメント力』を融合させ『見えざる力』の価値を高め福祉業界でのベストプラクティス（最善なる実践）を実現させることを目指します。

## 歴史
- Hello元気シリーズ
  - 1989年 Hello元気シリーズ発売
    - 会計システム／給与システム／給食システム

  - 2004年 新製品リリース
    - 介護保険システム

- 福祉見聞録シリーズ
  - 2003年 新製品リリース
    - 障害者施設向け生活支援システム
    - 老人福祉施設向け生活支援システム
    - 支援費請求システム

  - 2004年 新製品リリース
    - 会計システム
    - 栄養計算システム

  - 2005年 新製品リリース
    - 介護保険システム
    - 老人福祉施設向け栄養ケアマネジメントシステム

  - 2006年 新製品リリース
    - 地域包括支援センターシステム

  - 2006年 新製品リリース
    - 障害者自立支援システム
    - 障害児支援システム

  - 2009年 新製品リリース
    - 障害者施設向け栄養ケアマネジメントシステム

  - 2011年 新製品リリース
    - 勤務割自動作成システム、勤怠管理システム

  - 2012年 新製品リリース
    - 相談支援システム

  - 2013年 新製品リリース
    - 24時間シート対応ライフサイクルシート24

## シリーズラインアップ
- 基幹
生活支援システム（24時間シート対応ライフサイクルシート24）
会計システム
給与計算システム
人事管理システム
勤怠管理システム
勤務割自動作成システム
預かり金システム
お小遣いシステム
食数管理システム
栄養計算システム
- 介護保険
施設入所請求管理システム
居宅介護支援事業所管理システム
地域包括支援センターシステム
請求システム（訪問、通所、福祉用具請求）
特定施設入居者生活介護請求システム
小規模多機能業務管理システム
リハビリ管理システム
栄養ケアマネジメントシステム
日報管理システム（通所介護・訪問介護）
- 高齢者
ケアハウスシステム
措置費計算システム
- 自立支援請求
自立支援請求システム
（居宅介護、自動デイサービス、入所、日中活動、短期、グループホーム、ケアホーム）
相談支援システム
- 待機者管理
待機者管理システム
- ケアプラン
支援計画システム（授産施設、救護施設）
ケアプランシステム（入所、知的入所、特定入所）